# Korvete klase Avante 2000
Avante 2000 je korveta koju je dizajniralo španjolsko brodogradilište Navantia. Navantia je razvila obitelj brodova Avante različitih veličina, prilagođenih različitim misijama i dijeleći isti standard dizajna.
Navantia je integrirala više sustava, uključujući sustav borbenog upravljanja Catiz, integrirani komunikacijski sustav Hermesys, sustav za kontrolu vatre Dorna i integrirani sustav mosta Minerva.

### Patrolni brod klaseGuaiquerí
Četiri korvete Avante 2000 izgradila je Navantia prema dizajnu klase  za venezuelansku mornaricu s prvim brodom koji je pušten u službu u travnju 2011., a posljednji u siječnju 2012.

### Korveta klaseAl Jubail
U srpnju 2018. objavljeno je da je Navantia potpisala ugovor s Kraljevskom saudijskom mornaricom za proizvodnju pet korveta Avante 2000. Posljednja je trebala biti isporučena do 2022. po cijeni od približno 2 milijarde eura.
Španjolski brodograditelj Navantia potpisao je ugovor o zajedničkom ulaganju s državnom Saudia Arabian Military Industries (SAMI) za izgradnju pet korveta temeljenih na Avante 2000 za Kraljevske saudijske mornaričke snage (RSNF). Prema sporazumu, posljednji brod mora biti isporučen 2024. godine, uključujući izgradnju, Life Cycle Support za pet godina, s opcijom za još pet godina. RSNF varijanta se zove Avante 2200.
Varijanta Saudijske Arabije je plovilo klase od 2000 tona sposobno za protupodmorničko ratovanje (ASW), protupovršinsko ratovanje (ASuW) i protuzračno ratovanje (AAW). Korveta klase Al Jubail ima maksimalni domet od 4500 nautičkih milja, postižući brzinu od 25 čvorova. Pokreću je četiri dizelska motora u rasporedu CODAD.
Klasa Al Jubail opremljena je glavnim topom Leonardo SUPER RAPID 76 mm, bliskim oružanim sustavom Rheinmetall Air Defense MILLENNIUM 35 mm, četiri mitraljeza 12,7 mm, 2x3 torpedne cijevi, 2x4 protubrodske rakete i 64 ESSM rakete zemlja-zrak (16-ćelijski Mk 41).